# Гомопауза

Гомопа́уза (від грец. όμός — однаковий та лат. pausa — припинення) — межа між гомосферою та гетеросферою планети.
Нижче гомопаузи перемішування газів має помітну роль й атмосфера на різних висотах має практично сталий склад та однакову середню молекулярну масу (гомосфера). Вище гомопаузи роль турбулентності зменшується (тому гомопаузу іноді називають також турбопаузою) і помітною стає роль дифузії. Внаслідок цього атмосфера втрачає однорідність, верхня частина атмосфери всіх планет складається переважно з найлегших газів — водню та гелію.
Висота гомопаузи залежить від гравітаційного поля планети, температури та хімічного складу її атмосфери. На Землі гомопауза розташована на висоті близько 100 кілометрів.